# Torfowiec błotny
Torfowiec błotny, torfowiec szerokolistny (Sphagnum palustre L.) – gatunek mchu z rodziny torfowcowatych (Sphagnaceae). Rozpowszechniony na półkuli północnej, przy czym częściej jest spotykany na obszarach pod wpływem klimatu oceanicznego. W Polsce występuje na terenie całego kraju z wyjątkiem obszarów, gdzie brak jego siedlisk. Nie został ujęty w Czerwonej księdze gatunków zagrożonych Międzynarodowej Unii Ochrony Przyrody (IUCN). W Polsce jest objęty ochroną od 2001 roku, przy czym od 2014 roku ochroną częściową. Spotykany jest głównie na torfowiskach niskich, w olsach i borach bagiennych, a także na torfowiskach przejściowych, rzadziej na torfowiskach wysokich.
Tworzy darnie w różnych odcieniach zielonego, czasami z pomarańczowo, czerwonawo lub brązowo nabiegłymi główkami. Od innych, podobnych sobie gatunków torfowców oprócz barwy odróżnia się między innymi kształtem i długością gałązek w pęczkach, kształtem listków łodyżkowych i kształtem komórek chlorofilowych.

## Rozmieszczenie geograficzne
Występuje w Europie, wschodniej Azji i Ameryce Północnej.
W Ameryce Północnej rośnie we wschodniej i zachodniej części Stanów Zjednoczonych (w stanach: Alabama, Arkansas, Connecticut, Delaware, Floryda, Georgia, Illinois, Indiana, Iowa, Kalifornia, Kansas, Karolina Południowa, Karolina Północna, Kentucky, Luizjana, Maine, Maryland, Massachusetts, Michigan, Minnesota, Missisipi, Missouri, New Hampshire, New Jersey, Nowy Jork, Ohio, Oklahoma, Oregon, Pensylwania, Rhode Island, Teksas, Tennessee, Vermont, Waszyngton Wirginia, Wirginia Zachodnia, Wisconsin) oraz we wschodniej i zachodniej części Kanady (w prowincjach: Kolumbia Brytyjska, Nowy Brunszwik, Nowa Fundlandia i Labrador, Nowa Szkocja, Ontario i Quebec, Wyspa Księcia Edwarda).
W Europie jest szeroko rozprzestrzenionym gatunkiem torfowca, choć częściej jest spotykany na obszarach pod wpływem klimatu oceanicznego i zanika na wschodzie kontynentu. Występuje od Norwegii, Szwecji, Finlandii i północno-zachodniej Rosji na północy po Portugalię, Hiszpanię, Francję (w tym Korsykę), Włochy, Półwysep Bałkański (w tym Rumunię i Bułgarię), Grecję, południową Rosję i Gruzję na południu. Jego zasięg południkowy rozciąga się od Islandii i Azorów na zachodzie do Uralu na wschodzie. Poza Uralem rośnie także w innych obszarach górskich, między innymi w Alpach, gdzie osiąga wysokość około 2000 m n.p.m., i w Górach Dynarskich. Występuje na Wyspach Brytyjskich. Prawdopodobnie jest obecny także na Wyspach Kanaryjskich.
W Polsce pospolicie występuje na terenie niemal całego kraju (między innymi na Pojezierzu Kaszubskim, Polesiu Wołyńskim, Roztoczu), będąc jednym z najbardziej rozprzestrzenionych torfowców. Lokalnie go brak lub jest rzadki w obszarach, gdzie brak jego siedlisk, np. na Nizinie Północnomazowieckiej i Nizinie Śląskiej. Najwyżej położone stanowisko znajduje się w Tatrach na wysokości 1750 m n.p.m.

## Morfologia i anatomia

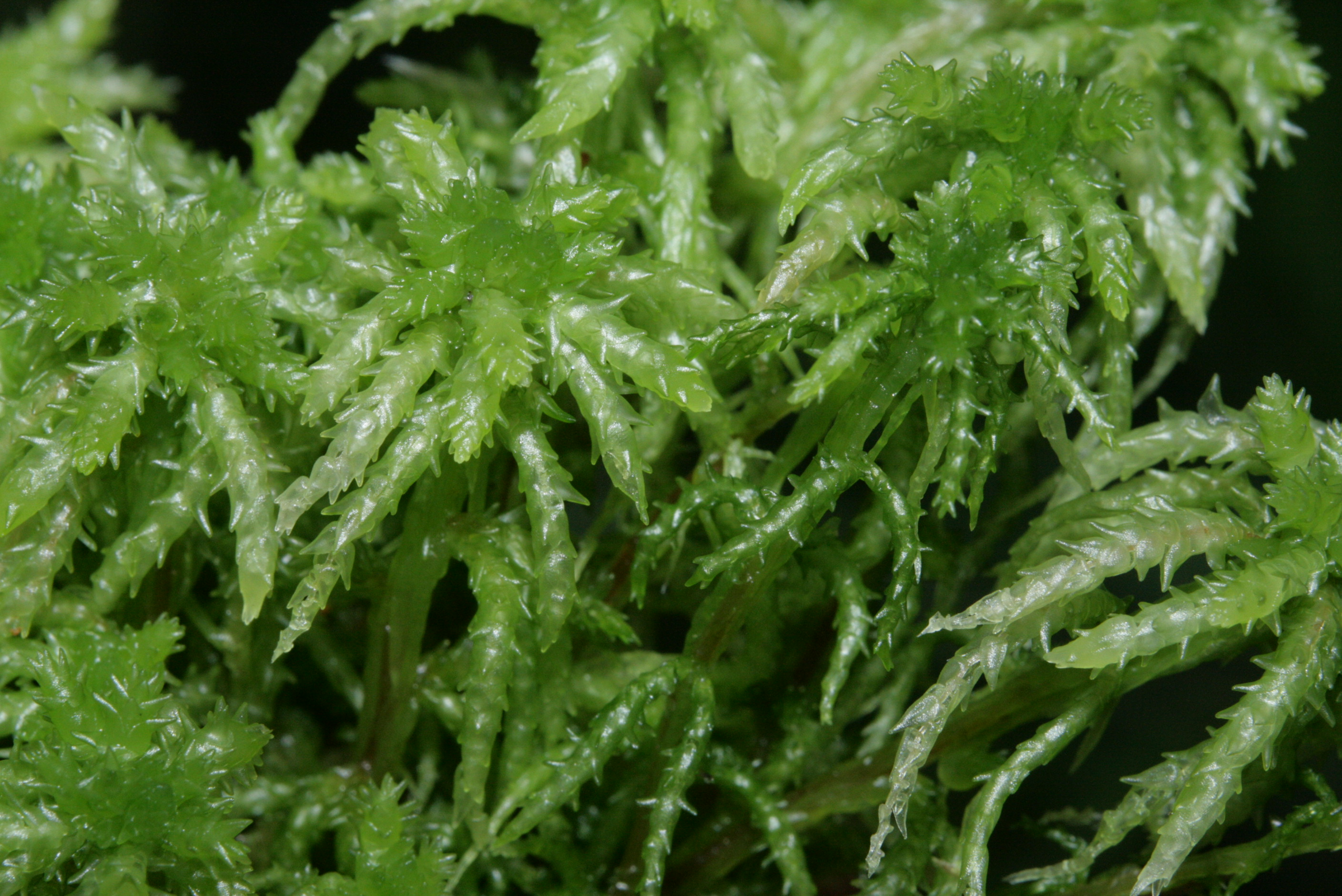
Zielone główki torfowca błotnego

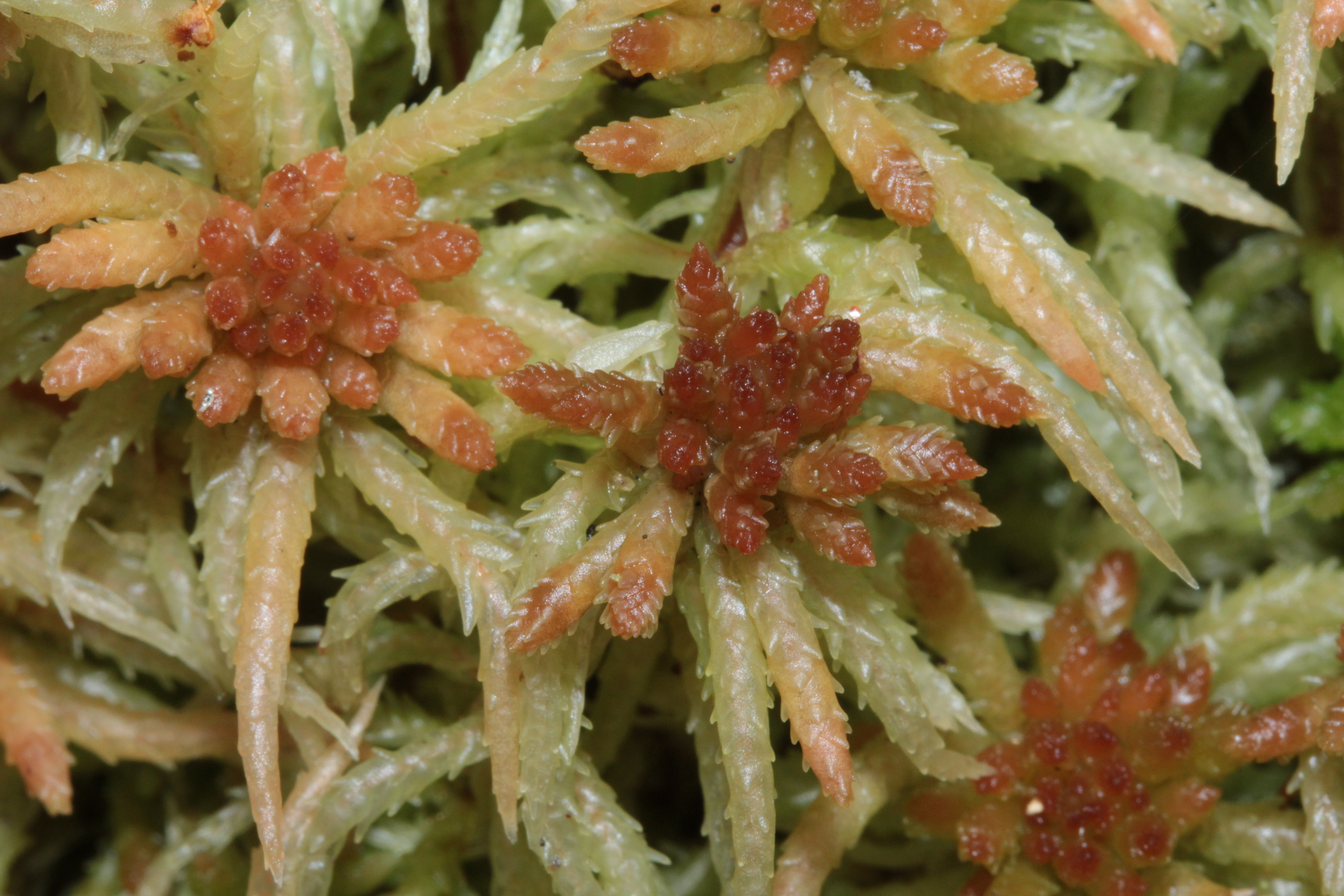
Główki torfowca błotnego zabarwione w środkowej części pomarańczowobrązowo

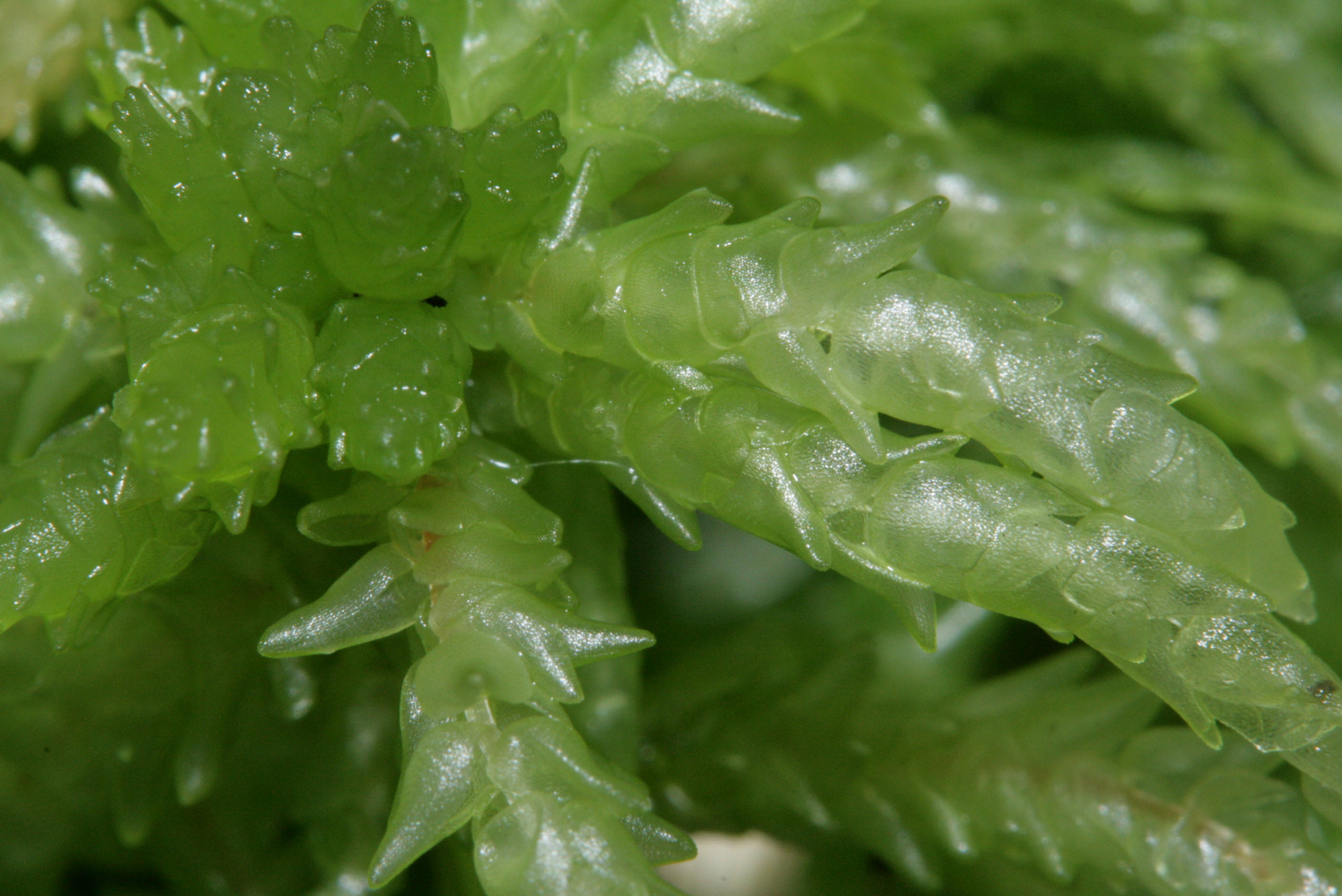
Gałązki i listki gałązkowe torfowca błotnego

PokrójTorfowiec duży i tęgi tworzący darnie koloru najczęściej zielonego, jasnozielonego, żółtawozielonego, żółtozielonego, ochrowego, niekiedy pomarańczowo, różowawoczerwono, pomarańczowobrązowo lub brązowo nabiegłe, szczególnie w środkowych częściach główek lub u osobników męskich jesienią i zimą, nigdy jednak nie jest intensywnie czerwony. Rzadko całe rośliny bywają zielone w bardzo mokrych i bardzo cienistych miejscach.
GłówkiZazwyczaj duże, zwarte, od spłaszczonych do prawie kulistych bądź kulistych. Ich środkowe części, a zwłaszcza najwyżej położone gałązki, zazwyczaj różnią się kolorem od pozostałych partii torfowca, przyjmując zabarwienie pomarańczowe, różowawoczerwone, pomarańczowobrązowe, czerwonawobrązowe lub brązowe. Otaczające je, szeroko rozpostarte gałązki są jaśniejsze, mocno wydłużone, zwężają się stopniowo i są ostro zakończone.
PęczkiNajczęściej zwarte, zazwyczaj z czterema bądź pięcioma, rzadziej trzema lub sześcioma gałązkami, z których dwie lub trzy są przeważnie wydłużonymi, zwężającymi się ku końcom gałązkami odstającymi. Gałązek zwisających jest od jednej do czterech, są blade, cienkie i co najmniej tak długie jak gałązki odstające bądź dłuższe.
ŁodyżkiTęgie, brązowe. Kora jest dobrze rozwinięta, zbudowana z trzech bądź czterech warstw rozdętych komórek wzmocnionych delikatnymi, spiralnymi listewkami. Większość komórek kory ma od dwóch do pięciu porów w ścianach zewnętrznych. Cylinder wewnętrzny u form rosnących w cieniu jest zielony, u pozostałych od ciemnobrązowego do czarnego. Kora łodyżek gałązkowych, podobnie jak łodyżki właściwej, zbudowana jest z komórek wzmocnionych spiralnymi, widocznymi listewkami, przeważnie z dwoma do czterema porami w ścianie komórkowej.
Listki łodyżkoweOdstające lub zwisające, płaskie, łopatkowate, językowate do językowato-prostokątnych lub prostokątnych, z zaokrąglonym szczytem. U szczytu szersze niż u nasady. Komórki wodne są rzadko podzielone, zazwyczaj listewkowane w pobliżu szczytu po stronie brzusznej listka.
Listki gałązkoweDuże, w zależności od siedliska mogące mierzyć od 1,5 do 3 mm długości; większe są u form rosnących w miejscach zacienionych, szeroko jajowate i kapturkowate na szczycie, wyraźnie wklęsłe. Komórki wodne po stronie grzbietowej listka są dość mocno rozdęte w przekroju poprzecznym i mają tylko kilka dość dużych, eliptycznych porów w rogach komórek i wzdłuż ścian komisuralnych, tworzących charakterystyczny potrójny układ. Po stronie brzusznej są słabo wypukłe w przekroju poprzecznym i nie mają porów lub mają kilka gęściej rozmieszczonych w strefach krawędziowych listka. Komórki chlorofilowe w przekroju poprzecznym są wąsko trójkątne, jajowato-trójkątne lub trapezowe, szerzej otwierające się na stronę brzuszną listka.
Gametangia i sporogonyJest to mech dwupienny. Sporogony dojrzewają w środku bądź pod koniec lata i występują dość często. Zarodniki mają 24-33 μm średnicy, są żółtobrązowe i silnie brodawkowate.
Gatunki podobneMoże być mylony z innymi torfowcami  podrodzaju Sphagnum – torfowcem brodawkowatym (Sphagnum papillosum) oraz torfowcem środkowym (Sphagnum centrale), a także z torfowcem nastroszonym (Sphagnum squarrosum) z podrodzaju Acutifolia.
Od torfowca brodawkowatego różni się większą długością i ostrym zakończeniem gałązek na brzegach główki. Oba gatunki odróżnić można także po barwie. Podczas gdy u torfowca brodawkowatego typowym kolorem główek jest jasnobrązowy, tak torfowiec błotny ma je najczęściej zielone lub żółtozielone, w drugiej połowie roku nierzadko z intensywniej, pomarańczowawo lub brązowawo przebarwioną środkową częścią. Zdarzają się jednak jednobarwne, gęste darnie torfowca błotnego, ze skróconymi gałązkami w główce, które odróżnić można tylko pod mikroskopem. U S. palustre wewnętrzne ściany komórek wodnych listków gałązkowych sąsiadujące z komórkami chlorofilowymi są gładkie, nie brodawkowate.
Od S. centrale różni się kształtem komórek chlorofilowych listków gałązkowych. U torfowca błotnego są trójkątne lub trapezowe, szerzej otwarte po stronie brzusznej, u torfowca środkowego są owalne lub trójkątno-owalne, zamknięte po stronie grzbietowej listka i otoczone grubymi ścianami po stronie brzusznej, przez co ich światło znajduje się w środkowej części listka.
Torfowiec nastroszony na znacznie cieńszą korę łodyżki od torfowca błotnego, u którego może być dostrzegalna nawet gołym okiem bądź przy pomocy lupy w terenie. Ponadto różnią się kształtem i budową listków łodyżkowych – u S. palustre są najczęściej łopatkowate i mają listewki w komórkach wodnych położonych w górnej części listka, u S. squarrosum najczęściej językowate i nie mają listewek. Torfowiec błotny miewa końce listków gałązkowych odgięte zwykle tylko u form cienistych, podczas gdy u torfowca nastroszonego końce tych listków są niemal zawsze wyraźnie odgięte (wyjątkiem bywają okazy rosnące w górach).

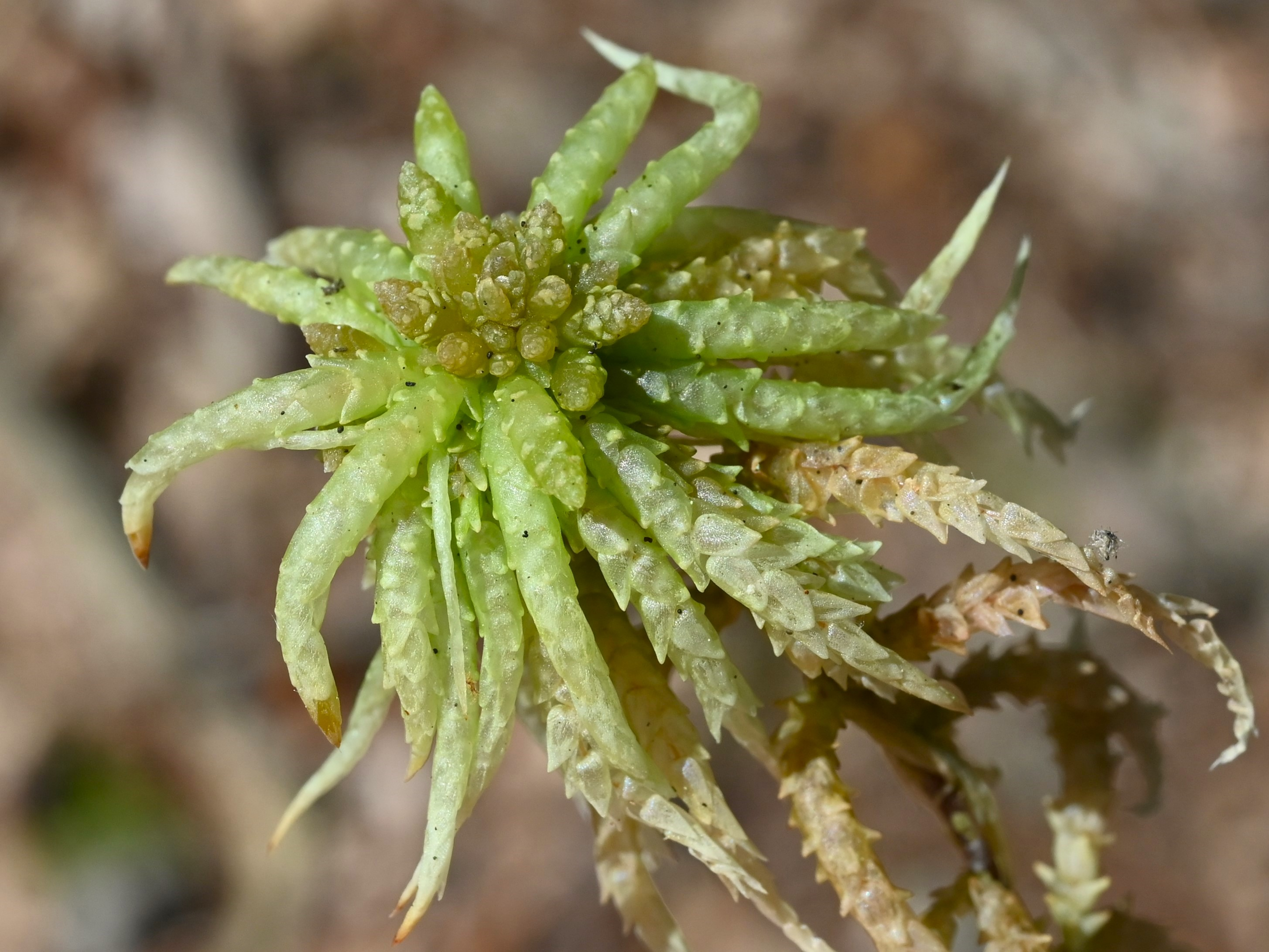
Główka torfowca błotnego
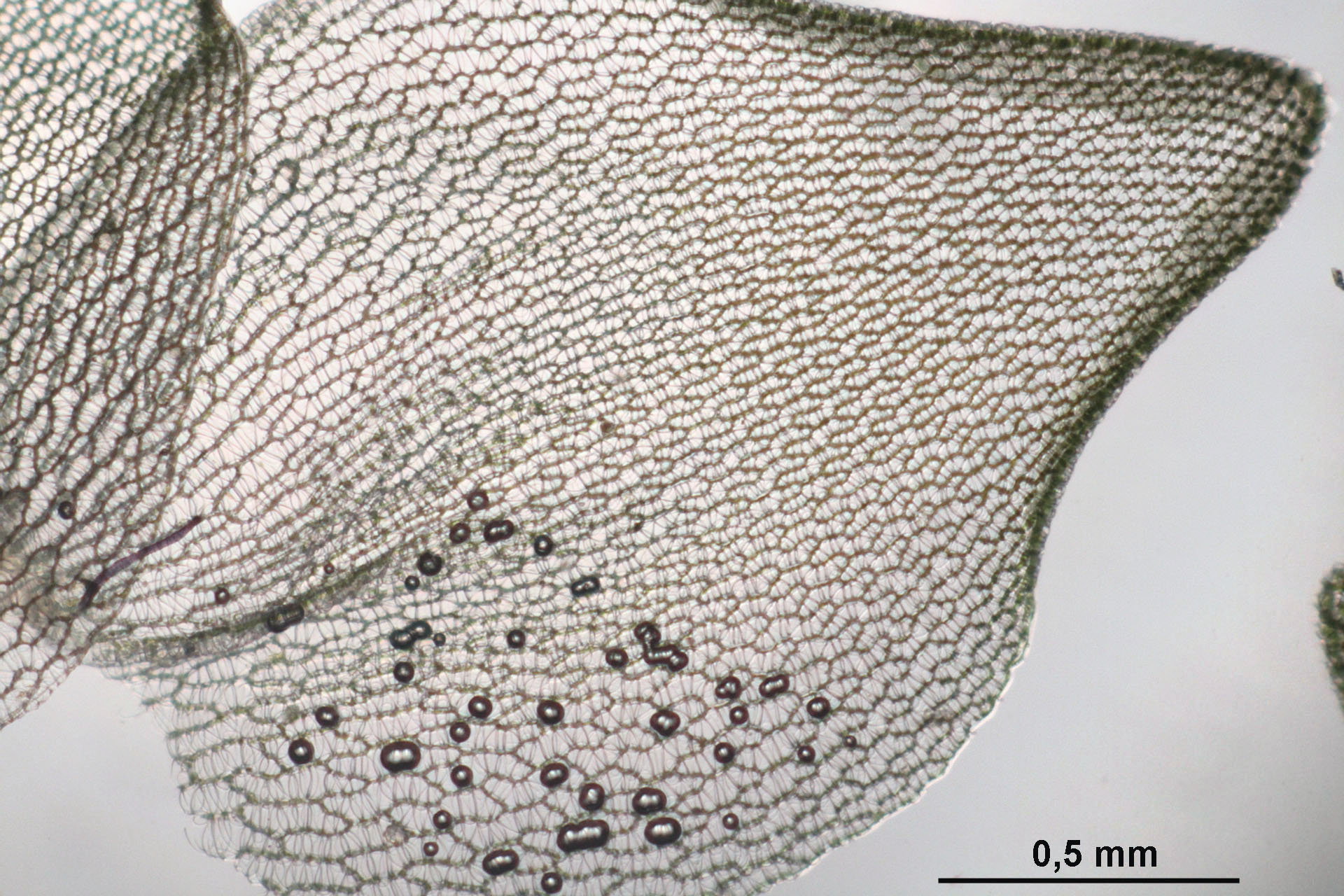
Listek gałązkowy
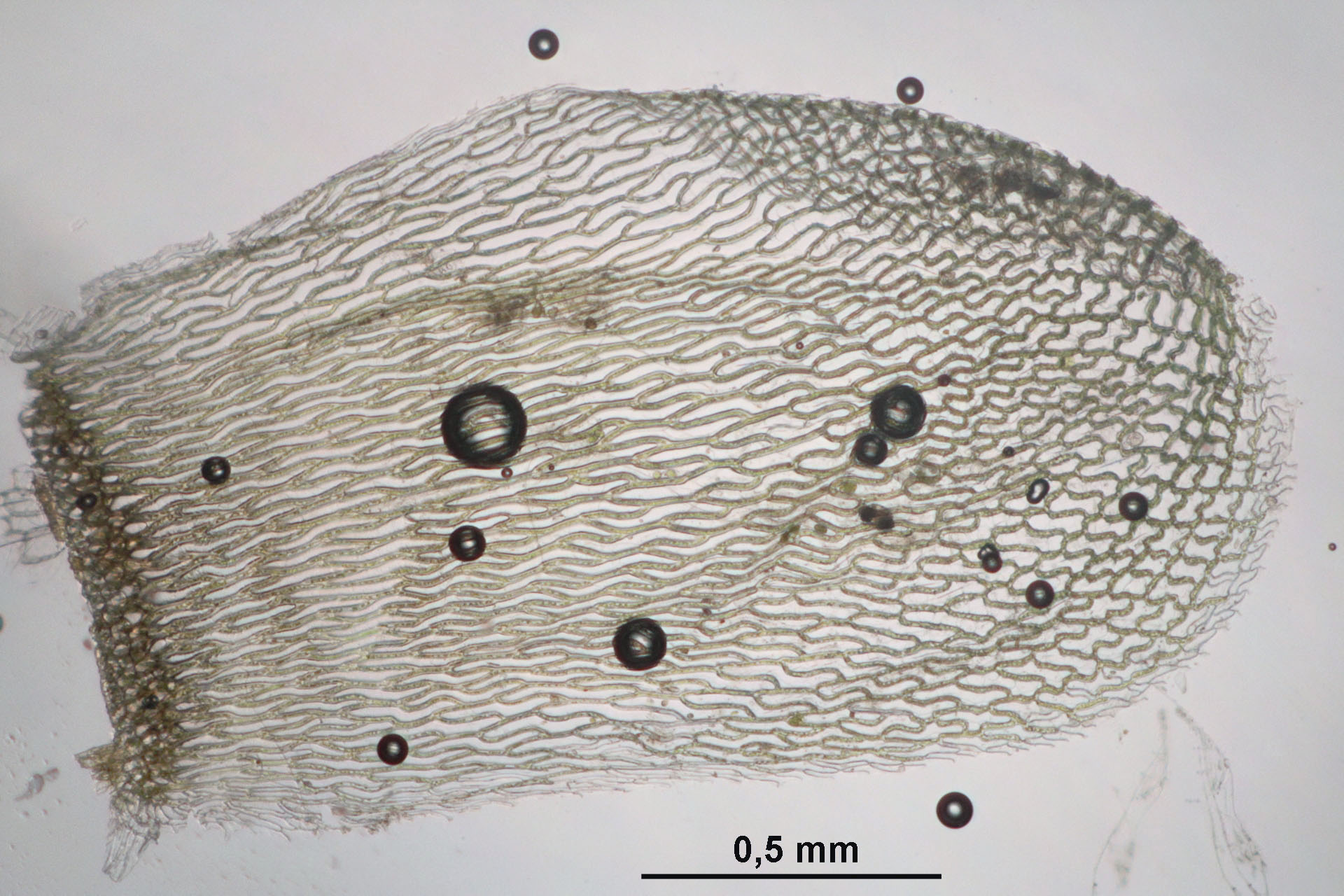
Listek łodyżkowy
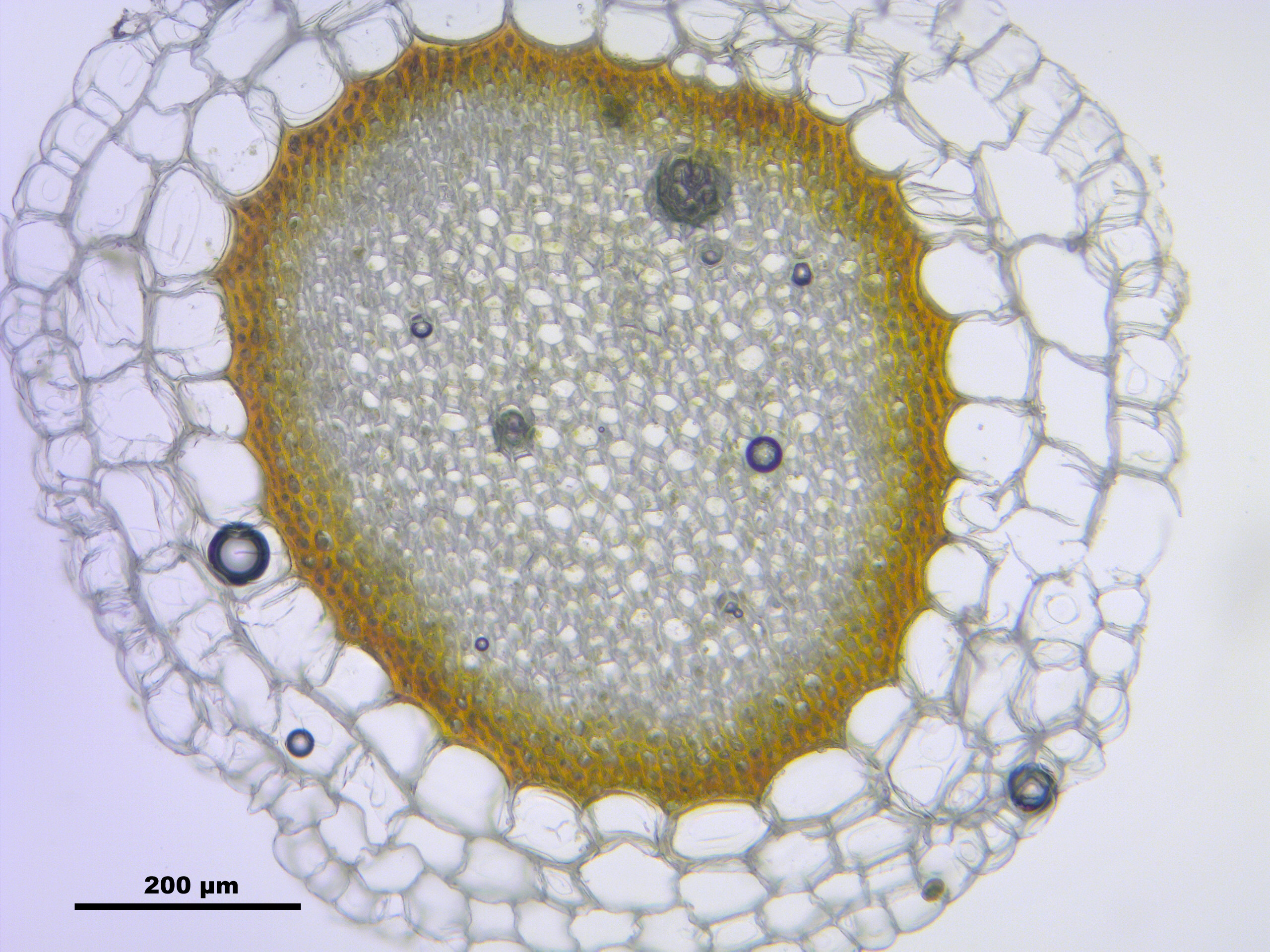
Przekrój poprzeczny przez łodyżkę

## Ekologia i biologia

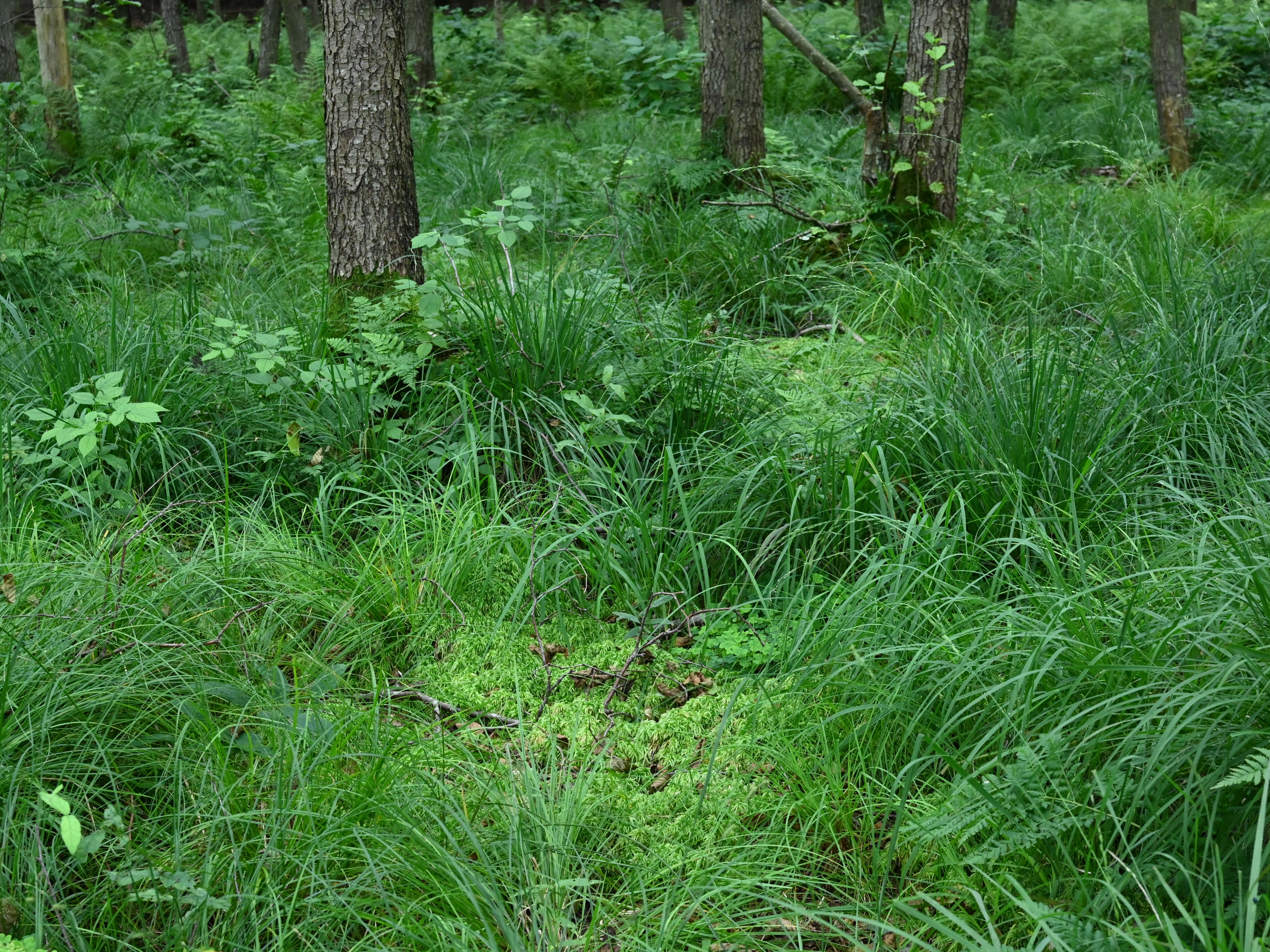
Las bagienny z olszą, trzęślicą modrą i torfowcem błotnym

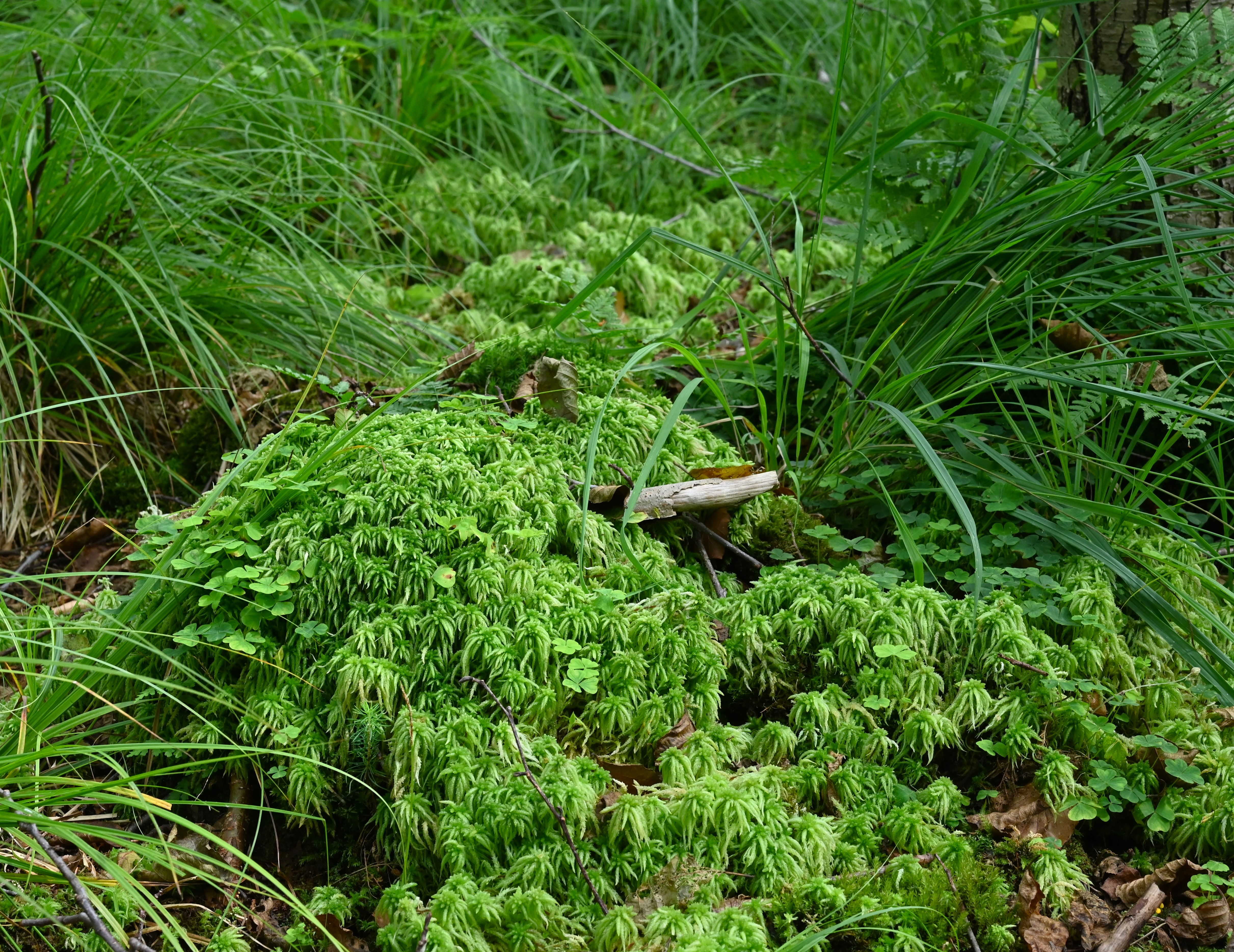
Torfowiec błotny w lesie bagiennym wraz z trzęślicą modrą w runie

Występuje głównie na torfowiskach niskich, w miejscach cienistych w olsach torfowcowych, także w brzezinach bagiennych, borach bagiennych i mieszanych lasach bagiennych. W olszynach torfowcowych jest często dominującym torfowcem. W lasach mezotroficznych często towarzyszą mu torfowiec frędzlowany Sphagnum fimbriatum i torfowiec nastroszony S. squarrosum. Często wchodzi w skład warstwy mszystej zespołu Vaccinio uliginosi-Pinetum sylvestris (sosnowego boru bagiennego), gdzie mogą towarzyszyć mu torfowiec wąskolistny Sphagnum angustifolium, torfowiec kończysty S. fallax, torfowiec ostrolistny S. capillifolium i torfowiec magellański S. magellanicum, a także płonnik pospolity Polytrichum commune. Pokrycie mszakami w takich borach może sięgać do 100%.
Rośnie również na torfowiskach przejściowych, rzadziej na torfowiskach wysokich, w miejscach suchszych, w tym na kępkach, na wyżej położonych partiach torfowiska porastających sosnami i brzozami. Częściej niż na otwartych mszarach rośnie na obrzeżach torfowisk porastających krzewami i drzewami, w tym w łozowiskach. Toleruje także siedliska silnie przekształcone przez człowieka – rowy melioracyjne, brzegi stawów, wyrobiska. Nie występuje w miejscach bardzo silnie zakwaszonych i na torfowiskach alkalicznych.

## Systematyka i zmienność
Jest to gatunek typowy rodzaju Sphagnum. W obrębie rodzaju gatunek zaliczany jest do podrodzaju Sphagnum L., Species Plant. 1753. Są to torfowce stosunkowo duże, o grubych i sztywnych łodyżkach, pokrytych kilkuwarstwową korą wzmocnioną listewkami, z porami w ścianach jej komórek. Cylinder wewnętrzny przeważnie jest wyraźnie odgraniczony od kory. Bardzo charakterystyczne są listki łodyżkowe, które są duże, językowate, nieobrzeżone, a listki gałązkowe z kolei są szerokie, owalne, mocno wgłębione, z kapturkowatym szczytem.
Pod względem koloru jest gatunkiem opisywanym jako mało zmienny. Wyróżniono formy cieniolubne – f. glaucescens (sinozielona), f. pallescens (biaława), i formy światłolubne – f. flavescens (żółtawa), f. fuscescens (brunatnawa). Formy z siedlisk dobrze naświetlonych mają przeważnie krótsze łodyżki i bliżej położone siebie pęczki gałązek.
W randze odmiany S. palustre var. centrale (C. Jens.) A. Eddy oraz var. subbicolor Hampe bywał tu włączany torfowiec środkowy (S. centrale), a także jako odmiana var. papillosum Schimp. – torfowiec brodawkowaty (S. papillosum).

## Zagrożenia i ochrona
Gatunek w latach 2001–2004 objęty był w Polsce ochroną częściową, następnie w latach 2004–2014 ścisłą ochroną gatunkową. Od roku 2014 ponownie wpisany na listę gatunków roślin objętych ochroną częściową w Polsce (na podstawie Rozporządzenia Ministra Środowiska z dnia 9 października 2014 r. w sprawie ochrony gatunkowej roślin). Występuje na obszarach objętych różnymi formami ochrony przyrody, np. podawany jest z Gorczańskiego Parku Narodowego, Parku Narodowego „Bory Tucholskie”, rezerwatów przyrody „Helskie Wydmy”, „Mechowiska Sulęczyńskie” i „Kruszynek”, czy z obszarów sieci Natura 2000 – „Puszcza Napiwodzko-Ramucka” (PLB 280007), „Ostoja Napiwodzko-Ramucka” (PLH280052).
Ma znaczenie w lecznictwie uzdrowiskowym. Jest ważnym składnikiem borowiny, z której produkuje się pastę borowinową, a ta z kolei wykorzystywana jest w leczeniu różnego rodzaju chorób i schorzeń, między innymi chorób wątroby.